# Felipe Mellizo
Felipe Mellizo Cuadrado (Córdoba, 8 de noviembre de 1932-Madrid, 7 de julio de 2000) fue un periodista español.

## Trayectoria profesional
Tras pasar sus dos primeros años de vida en Córdoba, lugar en donde estaba destinado su padre como ingeniero de la Confederación hidrográfica del Guadalquivir, llega a Madrid en 1935. Estudia en el Colegio Alemán y el Colegio Nuestra Señora del Pilar, y se licencia en Derecho en el Real Centro Universitario María Cristina de El Escorial de San Lorenzo de El Escorial. Más adelante consigue el título de periodista por la Escuela Oficial de Periodismo.
Sus primeros pasos en el mundo de la prensa los dio en los años sesenta en el Diario Pueblo, para el que fue corresponsal en El Cairo, Viena y Londres.
En 1970 se incorpora a la revista Índice y en 1976 dirige las publicaciones Noticias Médicas e Internacional, al tiempo que colabora con la Revista Triunfo escribiendo artículos críticos al Régimen Franquista.
Su siguiente destino sería la Agencia EFE, en 1977, para dar luego el salto a la televisión. Entre 1981 y 1982 conduce el espacio divulgativo ¿Un mundo feliz? de Televisión Española. Posteriormente, durante 1983 colabora el programa de debate de José Luis Balbín La clave.
En enero de 1984 comienza a presentar el informativo de La 2, que consigue un alto índice de aceptación en gran parte por la peculiar forma de presentar de Mellizo, cercana y espontánea. En enero de 1985 pasa al Telediario Fin de semana, para reincorporarse a la Agencia EFE en julio de ese mismo año, ocupando el cargo de jefe de la Sección Cultural.
En 1988 fue nombrado director de prensa de la Sociedad del Quinto Centenario. Tres años después vuelve a TVE con la serie científica Longitud-Latitud.
Entre julio y noviembre de 1992 presentó y dirigió Informativos Telecinco Fin de semana.
En septiembre de 1995 pasó Radio Nacional de España para conducir el programa informativo nocturno 24 horas, y permaneció en el espacio hasta junio de 1996. Sus últimos trabajos fueron también en RNE como colaborador de los programas Lo que es la vida, con Nieves Herrero, El ojo crítico y La biblioteca de Alejandría.

## Libros publicados
- Notas alemanas (1962).
- Europa, de papel (1962).
- Los redimidos (premio Leopoldo Alas 1962).
- El lenguaje de los políticos (1968).
- Sir Gawayn y el Caballero Verde (1968).
- Arturo, rey (1976), con prólogo de Celso Emilio Ferreiro.
- Literatura y enfermedad (1979).
- Escríticos (1983).
- De letras y números (1986).
- Otra manera de cantar el tango (1986).
- Mientras agonizo (1991).

## Premios
- Premio Leopoldo Alas 1962 por Los Redimidos.
- Premio Nacional de Periodismo 1984.
- Premio Víctor de la Serna 1984.